# Антонія Сантіллі
Антонія Сантіллі (італ. Antonia Santilli; нар. 8 серпня 1949, Спіньо-Сатурнія) — італійська кіноактриса, відома на пострадянському просторі завдяки кінокомедії Неймовірні пригоди італійців в Росії 1973 року.

## Кар'єра
Закінчила факультет гуманітарних наук Римського університету за спеціальністю сучасна література (1973).
Виступала в аматорському театрі. Працювала моделлю.
Була дублером Орнелли Муті у фільмі Умберто Ленці Ідеальне міце для вбивства (1971).
З 1972 року знімається в кіно. У 1972—1973 роках виконала ролі в 12 фільмах, в основному в еротичних стрічках.
Найкраща роль Антонії Сантіллі - Рина Д'Аніело, дочка Дона Джузеппе в культовому фільмі Фернандо Ді Лео Бос (1973).
Радянсько-італійська комедія Неймовірні пригоди італійців в Росії (1973) - остання роль в її кар'єрі. Прийняла запрошення зніматися в «Італійці», відмовившись від роботи в американській кримінальній драмі Серпіко з Аль Пачіно в головній ролі.

## Родина
Вийшла заміж за бізнесмена, народила сина й більше не знімається.
За інформацією на 2017 рік актриса живе на віллі в Римі разом з чоловіком.

## Фільмографія
- 1973 — Найкраща сторона Паоліни — Паоліна
- 1973 — Кинь якір перед новим поворотом
- 1973 — Неймовірні пригоди італійців у Росії — Ольга, внучка російської актриси-балерини, яка емігрувала до Італії після революції
- 1973 — Він і я — Флавія Протті
- 1973 — Проповідник
- 1973 — Бос — Рина Д'Аньєло
- 1972 — Декамеротікус — Памела
- 1972 — Моє тіло в люті — Сильвія
- 1972 — Fratello homo sorella bona — Чіяріна
- 1972 — Боккаччо
- 1972 — Дякую, синьйори путани